# Llengües històriques
Les llengües històriques són llengües que eren parlades en un període històric, però que són diferents de la seva forma moderna; és a dir, que són formes de llengües històricament testificades del passat que han evolucionat cap a formes més modernes. Per tant, les llengües històriques contrasten amb les llengües mortes (llengües que s'han extingit o mort). També les llengües històriques contrasten amb les llengües reconstruïdes (és a dir, les protollengües) de lingüística teòrica. Un dels enfocaments per definir i utilitzar el concepte de llengües històriques és implementat en les normes ISO 639.

## ISO 639
L'Organització Internacional per a l'Estandardització (de vegades per mitjà d'una autoritat de registre) manté i publica estàndards per als idiomes, entre altres coses: els estàndards ISO 639-3 per idiomes inclouen el tipus H per a les llengües històriques, part d'una tipologia de cinc vies per classificar llengües. A més de les llengües històriques, hi ha també les classificacions ISO 639-3 per idiomes vius (idiomes amb parlants nadius que encara viuen actualment), idiomes extints (per als idiomes amb l'últim parlant natiu mort en els últims segles), llengües antigues (l'últim parlant natiu testificat mort fa més d'un mil·lenni), i llengües construïdes (que pot o no pot tenir parlants nadius). L'anglès antic és un exemple d'una llengua històrica El codi d'idioma ISO 639 d'anglès antic és ang. Un altre criteri ISO 639-3 per llengües històriques és que tenen una literatura diferent de les seves llengües descendents: en l'exemple de l'antic anglès, Beowulf i altres obres de literatura anglosaxona formen un conjunt material diferenciat de material.